# Марно (музичний гурт)
Марно (Marno) — український музичний гурт, створений Вакар Олександром у 2023 році

## Диско та синглографія
- 19.02.2023   Клята Орда (сінгл)
- 26.05.2023   Марно (сінгл)